# CinemaScope
Le CinemaScope est un procédé de prise de vues et de projection qui consiste à anamorphoser (comprimer) l'image à la prise de vue, pour la désanamorphoser à la projection. Ce rapport de compression est de 2. Le CinemaScope ne désigne pas directement le format d'image, mais un procédé d'anamorphose de l'image, qui peut être utilisé en 35 mm comme en 16 mm, avec des ratios d'image différents.
C'est la Society of Motion Picture and Television Engineers (SMPTE) qui définit les normes de la fenêtre de projection de ce qu'on appelle le scope : CinemaScope 35 mm avec son optique. Le scope a aujourd'hui un ratio de 2,39:1.
C'est une image qui est comprimée lors du tournage puis étirée lors de la projection pour ne plus être déformée et retrouver son format panoramique.

## Technique
Grâce à un objectif déformant (anamorphose), l'image est comprimée dans le sens horizontal lors de la prise de vue sur film classique ; à la projection, elle est étirée dans les mêmes proportions, ce qui permet de retrouver une image panoramique.
|                                                                            |                                      |
| Image originale (haut) et image anamorphosée sur une pellicule 35 mm (bas) | Expansion de l'image à la projection |

## Historique
Le dispositif optique est basé sur celui de l'Hypergonar, inventé en 1926 par le Français Henri Chrétien. Il s'agit principalement d'une lentille cylindrique placée devant l'objectif primaire, sphérique.
Ce n'est qu'en 1953 que la 20th Century Fox conclut un accord avec l'inventeur du procédé,  Henri Chrétien  et présenta  la même année le premier film en CinemaScope La Tunique (The Robe) d'Henry Koster. C'était en réalité le second film tourné selon ce procédé, le premier étant Comment épouser un millionnaire, longtemps après le film expérimental de Claude Autant-Lara de 1928 Construire un feu. Pour des raisons commerciales, il est sorti après La Tunique. La première projection publique a eu lieu le 16 septembre 1953. Le premier dessin animé utilisant ce procédé est le court métrage de Disney Les Instruments de musique (Toot Whistle Plunk and Boom, 1953), suivi ensuite par le long métrage d'animation La Belle et le Clochard (1955). Au sujet du film L'Infernale Poursuite (1956), le réalisateur Francis D. Lyon explique qu'il a apprécié ce nouveau format « plus facile pour la mise en scène et plus économique en réduisant les installations principalement pour les tournages en extérieur. »
Le premier film français en CinemaScope est Nouveaux Horizons de Marcel Ichac (1953), diffusé en avant-programme de La Tunique et qui tire mieux parti, par sa recherche de l'effet de profondeur via le travelling, des avantages du CinemaScope. La revue La Recherche explique ; « L'impression de profondeur disparaît dès lors que la caméra est statique ». Marcel Ichac, qui avait assisté aux États-Unis à la projection de This is Cinerama, avait tenu compte de cette particularité lorsqu'il avait tourné Nouveaux horizons. Le compte rendu de la projection de son film devant la Commission supérieure technique de l'image et du son (CST) indiquait en effet : « Les membres de la CST ont pu constater lors de la projection que M. Ichac avait parfaitement compris pour ce premier film l'utilisation qui peut être faite du procédé du Professeur Chrétien et qu'il a su donner aux spectateurs ce pseudo-relief obtenu par la répétition des travelling avant, travelling arrière et latéral ; les spectateurs ont en effet eu une forte impression de plans détachés, impression qui a disparu avec la projection de La Tunique (…) Beaucoup de critiques qui avaient assisté en décembre 1953 à la projection des deux films avaient remarqué en effet que La Tunique était beaucoup moins convaincant de ce point de vue. »
En 1955, lors du tours du Mans, l’Angleterre a utilisé le CinémaScope.
Le rapport du CinemaScope a varié depuis sa création :
- à partir de 1953, le son utilisé étant magnétique, l'image utilisait toute la largeur disponible du négatif. Le rapport était de 2,55:1. Le CinemaScope avec piste optique avait lui, un rapport de 2,35:1 ;
- en 1957, la Society of Motion Picture and Television Engineers (SMPTE) normalise les dimensions de la fenêtre de projection du CinemaScope à 21,31 × 18,16 mm, soit un rapport de 1,1734:1, donc de 2,35:1 après désanamorphose ;
- en 1970, l'interimage n'étant pas assez grande, la SMPTE revoit les normes et diminue légèrement la hauteur de l'image simplifiant ainsi la précision du cadrage à la projection, les dimensions sont ramenées à 21,29 × 17,78 mm, soit à un rapport de 2,39:1 ;
- en 1993, les dimensions sont encore très légèrement diminuées (20,95 × 17,52 mm) mais le rapport reste à 2,39:1.

Depuis, différents procédés basés sur le même principe sont utilisés, dont les plus connus sont Panavision et Technovision.

## Variantes
- En 1954, la Paramount crée le procédé VistaVision.
- En 1954, développement du procédé économique Superscope, principalement exploité par le studio RKO. Ce procédé est considéré comme l'ancêtre du Super 35.
- En France, à la même époque, sont créés le Franscope et le DyaliScope.
- Le Techniscope est une version économique du Superscope. À la prise de vue l'image est moins haute, le film avance de deux perforations au lieu de quatre.
- Dans les années 1960, la Shaw Brothers à Hong Kong invente son propre CinemaScope, baptisé Shawscope.
- Dans les années 2000, Arri met au point le procédé Mscope, permettant d'utiliser des objectifs anamorphiques sur une caméra numérique prévue à cet effet, la D21.